# Ja’akow Kac (ur. 1951)
Ja’akow Kac (hebr.: יעקב כץ, ang.: Ya'akov Katz, ur. 29 września 1951 w Izraelu) – izraelski polityk, w latach 2009–2013 poseł do Knesetu, w latach 2009–2012 przewodniczący Uni Narodowej.

## Życiorys
Urodził się 29 września 1951 w Izraelu.
Służbę wojskową zakończył w stopniu  porucznika. Uzyskał bakalaureat z zakresu historii Żydów i judaizmu.
W wyborach w 2009 został wybrany posłem. W osiemnastym Knesecie był przewodniczącym frakcji Unii Narodowej, przewodniczył komisji ds. zagranicznych pracowników i zasiadał w komisji edukacji, kultury i sportu. W wyborach w 2013 utracił miejsce w parlamencie.